# Quatuor Krettly
Pour les articles homonymes, voir Krettly.
Le Quatuor Krettly est un quatuor à cordes français actif dans les années 1920 et 1930.
Le nom du quatuor vient du violoniste Robert Krettly (1891-1956), qui était le frère de la violoncelliste Odette Krettly, un des professeurs du violoncelliste Pierre Fournier, remplacé par André Navarra à partir de 1929 au sein du quatuor.
Le quatuor Krettly a largement contribué à l'essor de la musique française pour quatuor à cordes à l'époque.
En 1941, Robert Krettly adresse un courrier à Je suis partout pour démentir qu'il est juif : "M. Robert Krettly , dont le nom avait été joint à une liste d’artistes de la radio juifs et francs-maçons, nous a démontré, documents à l’appui, son ascendance aryenne. C’est donc à tort que cet estimable artiste avait été mis en cause ; les Krettly, de père en fils, ont servi la cause de la musique, et l’on sait qu’un Krettly – trisaïeul de M. Robert Krettly – était sous Louis XVI chef du Théâtre des Menus Plaisirs de la reine Marie-Antoinette. M. Robert Krettly n’est ni Juif, ni maçon." En 1943, l'Institut d'étude des questions juives le confirme dans un communiqué : "C'est par erreur que M. Krettly a figuré, dans l'affiche "La Maison France 36", parmi les juifs de la Radio-diffusion nationale. M. Krettly ayant apporté les preuves de sa non-appartenance à la race juive, nous lui donnons volontiers le présent dont acte."

## Musiciens
- Premier violon : Robert Krettly
- 2d violon : René Costard (jusqu'en 1935)
- alto : 
  - Georges Taine (actif en 1925-1927 minimum)
  - François Broos (actif en 1931-1935)
- Violoncelle :
  - Pierre Fournier (actif avant 1929)
  - André Navarra (actif en 1929–1935)

## Enregistrements notables
Le Quatuor Krettly a réalisé des enregistrements notables avant 1936
- Gabriel Fauré, Quatuor à cordes en mi mineur op 121,
- Maurice Ravel,  Quatuor à cordes en fa majeur
- Arthur Honegger,  Quatuor à cordes
- Darius Milhaud,  Quatuor à cordes no 2 (atonal),
- Alexandre Borodine,  Quatuor à cordes no 2 Notturno